# D. J. Cotrona
Donald Joseph Cotrona (New Haven, Connecticut, Estados Unidos, 23 de mayo de 1980), más conocido como D. J. Cotrona, es un actor estadounidense. Saltó a la fama por su interpretación de Dashiell R. Faireborn en la película G.I. Joe: Retaliation y por su actuación como Seth Gecko en la serie From Dusk Till Dawn: The Series.

## Biografía
Cotrona nació en New Haven, Connecticut. Su madre, Sheree, es maestra, y su padre, Donald, trabaja para una empresa de reciclaje. Cotrona tiene mayoritariamente ascendencia italiana. También tiene ascendencia polaca, alemana, húngara, austriaca, e inglesa. Mientras él estaba estudiando para ser abogado en la Universidad del Nordeste de Boston, y después de hacer una pasantía de verano en un bufete de abogados, se dio cuenta de que no le gustaba trabajar con abogados. En su segundo año, se pasó a la actuación y durante su receso de primavera fue a visitar a un amigo en Los Ángeles y nunca regresó a la universidad.

## Carrera
Después de algunos papeles como actor invitado, Cotrona fue considerado para el papel de Ryan Atwood en la serie de televisión The OC pero ese papel fue finalmente a Benjamin McKenzie. Poco después Cotrona fue elegido como el protagonista masculino en otra serie dramática de Fox Broadcasting Company de 2003, Skin producido por Jerry Bruckheimer. Cotrona jugó el papel de Roam Adam, el hijo del fiscal de distrito de Los Ángeles. Su personaje se involucra con Jewel Goldman (Olivia Wilde), cuyo padre dirige una empresa de pornografía. Con la disputa de sus padres que se cierne sobre ellos tienen una relación propia de "Romeo y Julieta".  Piel fue cancelada después de tres episodios emitidos debido a la baja audiencia y a la controversia de la historia. Los ocho capítulos de la serie se proyectan finalmente en SOAPnet en 2005.
Cotrona apareció en la película de terror Veneno, que fue dirigida por Jim Gillespie. También actuó en la película  El amor es la droga. presentada en el Festival de Cine Slamdance de 2006.

## Filmografía
- G.I. Joe: Retaliation
- Detroit 1-8-7
- Querido John
- Love Is the Drug
- Windfall
- Veneno
- Hollywood Division
- Skin
- Law & Order: Special Victims Unit
- From Dusk till Dawn: The Series
- ¡Shazam!
- Spy Kids: Armageddon[5]